# Sonny Sharrock
Warren Harding Sharrock, más conocido como Sonny Sharrock (Ossining, New York-EE. UU., 27 de agosto de 1940 - 26 de mayo de 1994), fue un guitarrista estadounidense de jazz.
Sharrock fue uno de los pocos guitarristas de la primera ola de free jazz en la década de 1960. Era conocido por su pronunciación con muchos acordes, sus cadenas de retroalimentación ruidosamente amplificadas y su uso de líneas parecidas a un saxofón tocadas con la guitarra.

## Biografía
A los 19 años, comenzó a estudiar guitarra y composición en el Berklee School of Music y, más tarde, en California. Descubrió muy pronto la música de Ornette Coleman, lo que le llevó a New York, donde conoció a Sun Ra y comenzó a tocar con el percusionista Olatunji (1965). A partir de 1966, integrado en la corriente del free jazz, tocó con Pharoah Sanders y Byard Lancaster, además de con Sunny Murray y Herbie Mann, con quien se enroló en 1967. Grabó discos con Miles Davis y Don Cherry, haciendo una aparición no acreditada en A Tribute to Jack Johnson de Davis.
Su esposa, Linda Sharrock, participó con él en todos sus experimentos musicales hasta su separación, en los años 70. A finales de esta década, formó el Power Trio, con Bill Laswell (contrabajo) y Stu Martin (batería y, a través del propio Laswell, entró a formar parte del colectivo Material (Michael Beinhorn, Henry Threadgill, John Zorn, Derek Bailey, entre otros).
Después de un período de inactividad, Sharrock se volvió prolífico durante la década de 1980. Laswell produciría muchos de sus lanzamientos, incluido el álbum Guitar, grabado completamente por Sharrock, Seize the Rainbow, con influencias del heavy metal, seguido de uno de sus álbumes más accesibles, High Life. A este le siguió el también aclamado Ask the Ages, que contó con los compañeros de banda de John Coltrane, Pharoah Sanders y Elvin Jones. "Who Does She Hope To Be?" es una pieza lírica que se remonta a las sesiones de Kind of Blue que lo inspiraron a tocar.
Sharrock también es conocido por la banda sonora del programa Fantasma del Espacio de costa a costa de Cartoon Network con su baterista Lance Carter, uno de los últimos proyectos que completó antes de su muerte. El episodio de la temporada 3 "Sharrock" llevó una dedicatoria a él, y la música nunca antes escuchada que había grabado para el programa apareció durante el episodio. "Sharrock" se estrenó el 1 de marzo de 1996 en Cartoon Network.
El 26 de mayo de 1994, Sharrock muere inesperadamente de un ataque al corazón en su pueblo natal de Ossining, en Nueva York, justo cuando estaba a punto de firmar su primer contrato discográfico con uno de los grandes sellos.

## Estilo
Como instrumentista, no ha brillado por su finura y sofisticación, sino más bien por su expresividad, fulgor y poderío de trazos. Fue uno de los primeros guitarristas de free jazz en Norteamérica.

## Discografía

### Álbumes de estudio
- 1969: Black Woman (Vortex)
- 1970: Monkey-Pockie-Boo (BYG Actuel)
- 1975: Paradise (Atco)
- 1982: Dance with Me, Montana (Marge)
- 1986: Guitar (Enemy)
- 1987: Seize the Rainbow (Enemy)
- 1989: Live in New York (Enemy)
- 1990: Highlife (Enemy)
- 1991: Faith Moves (CMP) duo con Nicky Skopelitis
- 1991: Ask the Ages (Axiom)
- 1996: Space Ghost Coast to Coast (Cartoon Network)